# Campionato oceaniano maschile di pallacanestro 1985
Il 7º campionato oceaniano maschile di pallacanestro FIBA (noto anche come FIBA Oceania Championship 1985) si è svolto dal 24 ottobre al 27 ottobre 1985 in Nuova Zelanda.
I campionati oceaniani maschili di pallacanestro sono una manifestazione biennale tra le squadre nazionali del continente, organizzata dalla FIBA Oceania. Storicamente questo torneo è disputato dalle sole nazionali dell'Australia e della Nuova Zelanda.

## Squadre partecipanti
- Australia
- Nuova Zelanda

## Gare
| Data       | Squadra   | Punteggio | Squadra       | Serie           |
| 24 ottobre | Australia | 92 - 66   | Nuova Zelanda | 1 - 0 Australia |
| 26 ottobre | Australia | 96 - 75   | Nuova Zelanda | 2 - 0 Australia |
| 27 ottobre | Australia | 98 - 62   | Nuova Zelanda | 3 - 0 Australia |

## Campione
Australia
(7º titolo)